# Premio Conrad Ferdinand Meyer
Il Premio Conrad Ferdinand Meyer (Conrad Ferdinand Meyer Preis) e un riconoscimento assegnato annualmente ad artisti visivi, scrittori, musicisti o scienziati particolarmente legati al Canton Zurigo.
Istituito nel 1937 in memoria dello scrittore Conrad Ferdinand Meyer dalla figlia Camilla Meyer, riconosce a ciascun vincitore 20000 franchi svizzeri ed è gestito dalla Fondazione Conrad Ferdinand Meyer.

## Albo d'oro[4]
- 1937: Hermann Hiltbrunner
- 1938: Emil Gerber
- 1939: Max Frisch
- 1940: Albert Ehrismann
- 1941: Ernst Kappeler
- 1942: Paul Adolf Brenner
- 1943: Hans Schumacher
- 1944: Kurt Guggenheim
- 1945: Maria Drittenbass, Hans Erhardt, Sven Moeschlin
- 1946: Franz Böni, Gottlieb Heinrich Heer, Charles Hug, Heinrich Müller
- 1947: Hans Aeschbacher, Ernst Hess, Eugen Mattes
- 1948: Marcel Gero, Max Hegetschweiler, Nadja Jollos
- 1949: Marcel Fischer, Rolf Liebermann, Hermann A. Sigg
- 1950: Kurt Leuthard, Armin Schibler, Emilio Stanzani
- 1951: Karl Kuprecht, Bruno Meiner, Franz Tischhäuser
- 1952: Paul Brenner, Erhart Ermatinger, Kaspar Ilg
- 1953: Arthur Häny, Hans J. Meyer, Hans Naef
- 1954: Hans Boesch, Hildi Hess, Viktor Aerni
- 1955: Franz Fassbind, Carlotta Stocker
- 1956: Emanuel Jakob, Werner Weber
- 1957: Walter Gort Bischof, Bruno Boesch, Armin Schibler
- 1958: Erwin Jaeckle, Klaus Huber, Harry Buser
- 1959: Karl Jakob Wegmann, Franz Giegling
- 1960: Raffael Ganz, Silvio Mattioli, Ernst Züllig
- 1961: Erika Burkart, Josef Wyss
- 1962: Roland Gross, Hans Reutimann
- 1963: Peter Meister, Bildhauer
- 1964: Herbert Meier, Gottfried Müller
- 1965: Elfriede Huber-Abrahamowicz
- 1966: Hugo Loetscher, Walter Siegfried
- 1967: Andreas Christen, Walter Gross
- 1968: Adolf Muschg, Franz Hohler
- 1969: Irma Bamert, Jürg Federspiel
- 1970: Gerold Späth, Fritz Gafner, Urs Raussmüller
- 1971: Jürg Acklin
- 1972: Paul Nizon, Walter Rüfenacht, Peter Vogt
- 1973: Hans Ulrich Lehmann, Florin Granwehr
- 1974: Silvio Blatter, Max Bolliger, Marianne Gloor
- 1975: Beat Brechbühl, Ulrich Elsener
- 1976: Rolf Hörler, Roland Hotz, Walther Kauer
- 1977: Marguerite Hersberger, Peter Meier
- 1978: Alice Vollenweider, Josef Haselbach
- 1979: Hermann Burger, Jürg Altherr
- 1980: Franz Böni, Federico Hindermann, Thomas Müllenbach
- 1981: Roland Moser, Claudia Storz-Bürli
- 1983: Jürg Amann, Rosina Kuhn
- 1983: Hansjörg Schertenleib, Klaus Born
- 1984: Emil Zopfi, Berndt Höppner
- 1985: André Grab, Alfred Zimmerlin
- 1986: Hanna Johansen, Martin Hamburger, Peter Bräuniger
- 1987: Felix Stephan Huber, Martin Wehrli
- 1988: Iso Camartin, Jürg Burkhart
- 1989: Christoph Rütimann, Thomas Hürlimann
- 1990: Rita Ernst, Daniel Schnyder
- 1991: Hans Danuser, Dante Andrea Franzetti
- 1992: Thomas David Müller, Peter Sieber
- 1993: Hannes Brunner, Tim Krohn
- 1994: Hans Ulrich Bächtold, Rainer Henrich, Kurt Jakob Rüetschi, Thomas Stalder
- 1995: Urs Frei, Konrad Klotz
- 1996: Mischa Käser, Christoph Mörgeli
- 1997: Perikles Monioudis, Beatrice Maritz
- 1998: Silvia Gertsch, Max Gassmann
- 2017: Veronika Job, Urs Mannhart, Bruno Rauch (Free Opera Company Zürich)
- 2018: Dorothee Elmiger, Simone E. Pfenninger, Tom Emerson
- 2019: Viktoria Dimitrova Popova, Guillaume Bruère, Adrian Gerber
- 2020: Islème Sassi, Edward Rushton, Uriel Orlow
- 2021: Julia Weber, Sebastian Meixner, Simone Keller[5]
- 2022: Louis Delpech,  Anna Stern, Ivna Žic